# New Lisbon
New Lisbon és una població dels Estats Units a l'estat de Wisconsin. Segons el cens del 2000 tenia 1.436 habitants.

## Demografia
Segons el cens del 2000, New Lisbon tenia 1.436 habitants, 617 habitatges, i 383 famílies. La densitat de població era de 207,7 habitants per km².
Dels 617 habitatges en un 27,9% hi vivien nens de menys de 18 anys, en un 47,5% hi vivien parelles casades, en un 10% dones solteres, i en un 37,8% no eren unitats familiars. En el 32,3% dels habitatges hi vivien persones soles el 14,6% de les quals corresponia a persones de 65 anys o més que vivien soles. El nombre mitjà de persones vivint en cada habitatge era de 2,33 i el nombre mitjà de persones que vivien en cada família era de 2,93.
Per edats la població es repartia de la següent manera: un 24,3% tenia menys de 18 anys, un 8,6% entre 18 i 24, un 27% entre 25 i 44, un 22,6% de 45 a 60 i un 17,5% 65 anys o més.
L'edat mediana era de 38 anys. Per cada 100 dones de 18 o més anys hi havia 91 homes.
La renda mediana per habitatge era de 34.479 $ i la renda mediana per família de 44.464 $. Els homes tenien una renda mediana de 33.214 $ mentre que les dones 20.625 $. La renda per capita de la població era de 19.165 $. Aproximadament el 6,5% de les famílies i el 10,6% de la població estaven per davall del llindar de pobresa.

## Poblacions més properes
El següent diagrama mostra les poblacions més properes.